# 艾谢尔山下采尔
艾谢尔山下采尔是德国巴登-符腾堡州的一个市镇。总面积6.39平方公里，总人口3031人，其中男性1523人，女性1508人（2011年12月31日），人口密度474人/平方公里。